# Two A.M.; or, the Husband's Return
Two A.M.; or, the Husband's Return je britský němý komediální film z roku 1896, produkovaný Robertem W. Paulem (1869–1943). Datum premiéry není známo. Film byl dlouhé roky považován za ztracený, než se jeho kopie objevila v soukromé sbírce.
Film vznikl ze hry Paula Clergeta, který se spolu s Ethel Ross-Selwicke podílel na tvorbě filmu.

## Děj
Muž se pozdě v noci vrací domů a je značně opilý. Žena se mu snaží pomoct svléknout, aby mohli rychle usnout.